# Edo (Sprache)
Edo (Eigenschreibweise Ẹ̀dó), auch Bini (Benin) ist eine Niger-Kongo-Sprache, die im zentralen Nigeria vom Volk der Edo gesprochen wird. 
Edo war die Amtssprache des Königreichs Benin und wird heute von etwa 2 Mio. Menschen gesprochen.
Sie gehört zu der nach ihr benannten Sprachgruppe der edoiden Sprachen und ist deren wichtigste Vertreterin.